# Listă de organizații asociate naționalismului alb
Următoarea listă conține organizații, grupuri și publicații asociate naționalismului alb.
Naționalismul alb este o ideologie politică care supremația albă și militează pentru segregare rasială. Separatismul alb și supremația sunt subgrupuri ale naționalismului alb. Cea din urmă urmărește constituirea unui stat național alb în timp ce cel din urmă preia idei din dawinismul social și național socialism. Ambele curente de gândire evită în general termenul de supremație deoarece acesta are conotații negative.

## Africa

### Africa de Sud
- Afrikaner Weerstandsbeweging (în română Mișcarea de Rezistență Afrikaner) este o organizație politică sud-africană secesionistă de extremă-dreapta.[4] Acesta urmărește constituirea unei republici independente formată din buri și afrikaneri (Volkstaat/Boerestaat) în Africa de Sud.[5]
- Blanke Bevrydingsbeweging (în română Mișcarea de Eliberare a Albilor). Aceștia urmăresc stabilirea unui continent african dominat de albi prin eliminarea populației de culoare.
- Herstigte Nasionale Party⁠(d) (în română Partidul Național Reconstruit) este un partid de extremă-dreapta care sprijină naționalism afrikaner[6] și impunerea unui regim apartheid.
- South African Gentile National Socialist Movement⁠(d) (în română: Mișcarea Național Socialistă Sud-Africană).

## Europa
- European National Front (în română: Frontul Național European) este o formațiune politică alcătuită din partide europene naționaliste și anticomuniste. Membrii ENF fac uneori apel și la retorica anticapitalistă. Un membru al acestei formațiuni, italian Roberto Fore, liderul grupului neofascist Forza Nouva (în română Forța Nouă), a reușit să ajungă în Parlamentul European.
- National Party of Europe (în română: Partidul Național al Europei) a fost un partid politic paneuropean de extremă-dreapta între 1962-1968. Aceștia susținea o ideea unui stat-națiune paneuropean care să includă țările europene, teritoriile aflate sub ocupație americană sau sovietică să fie eliberate, bazele militare ale acestora să fie distruse, iar dominioanele britanice, alte teritorii extraeuropene care aparțin Europei și aproximativ 1/3 din Africa să fie incluse în această entitate politică. Practicile coloniale să fie suspendate și fiecare fostă colonie să fie înlocuită cu un singur guvern.[7] NPE a fost înființat pe 1 martie, 1962 când Declarația de la Veneția era semnată de către partidele de extremă-dreapta din acea perioadă: Union Movement din Marea Britanie, Deutsche Reichspartei din Germania de Vest, Mișcarea Socială Italiană, respectiv Jeune Europe și Mouvement d'Action Civique din Belgia.
- European Social Movement (în română: Mișcarea Socială Europeană) a fost o alianță europeană neofascistă formată în 1951 cu scopul de a promova naționalismul paneuropean. ESM își avea originile în Mișcarea Socială Italiană și a fost înlocuită de Partidul Național al Europei în 1962.
- New European Order (în română: Noua Ordine Europeană) a fost, asemenea Mișcării Sociale Europene, o alianță neofascistă formată pentru a promova naționalismul paneuropean. Aceasta a fost înființată în 1951 la scurt timp după înființarea Mișcării Sociale Europene pe motiv că aceasta din urmă ar fi mult prea moderată în convingerile sale racialiste și anticomuniste. După constituire, NEO a promis un conflict european împotriva comuniștilor și noneuropenilor.

### Belgia
- Bloed, Bodem, Eer en Trouw (în română Sânge, Teritoriu, Onoare și Loialitate) este un grup neonazist flamand înființat în 2004 în urma despărțirii de organizația internațională de skinhead-i Blood and Honour. BBET a ajuns cunoscută în septembrie 2006 după ce 17 membri, printre care 11 soldați, au fost arestați în baza legilor antiteroriste și a celor antirasiste, antisemite și antinegaționiste din decembrie 2003. Conform ministrului justiției Laurette Onkelinx și a ministrului de interne Patrick Dewael, suspecții pregăteau atacuri teroriste cu scopul de a „destabiliza Belgia”.
- Parti Communautaire National-Européen este un partid politic belgian de extremă-dreapta cu abordări național-bolșevice.

### Bosnia și Herțegovina
- Bosanski Pokret Nacionalnog Ponosa (în română Mișcarea Bosniacă de Mândrie Națională) este un grup neonazist înființat în Bosnia și Herțegovina în februarie 2010.

### Catalunia (Spania)
- Plataforma per Catalunya (în română Platformă pentru Catalunia) este un grup xenofob de extremă-dreapta și organizație unionistă spaniolă.

### Franța
- Les Identitaires, fostul Bloc Identitaire, (în română Identitarienii) este un partidul politic de extremă-dreapta înființat în 2003. Blocul Identitar a fost descris drept populist și naționalist. De asemenea, aceștia susțin un naționalism paneuropean.

### Germania
- Partidul Național Democrat al Germaniei (în germană Nationaldemokratische Partei Deutschlands) este un partid naționalist de extremă-dreapta fondat în 1964. Acesta este succesor al Deutsche Reichspartei și se consideră „singura forță patriotică semnificativă” din Germania. Liderul NPD este Frank Franz.
- Uniunea Poporului German (în germană Deutsche Volksunion) a fost un partid naționalist format în 1971 de Gerhard Frey. DVU susține naționalismul etnic german, pangermanismul, poziția a treia și populismul de de dreapta. În 2011, partidul s-a alăturat Partidului Național Democrat al Germaniei.
- Deutsche Liga für Volk und Heimat (în română Liga Germană pentru Popor și Patrie) este o asociație politică naționalistă și conservatoare de extremă dreapta formată în 1991 de către Harald Neubauer. La înființare, DLVH a susținut că scopul său principal era acela de a uni toate elementele de extremă-dreapta ale Germaniei sub un singur banner.
- Republicanii (în germană Die Republikaner) este un partid naționalist și conservator în Germania, format în 1983 și condus de Rolf Schlierer. REP promovează naționalismul german, conservatorismul național, antiimigrația, populismul de extremă-dreapta și conservatorismul social.
- Deutsche Heidnische Front (în română Frontul Păgânismului German) este un grup neopăgân de extremă-dreapta format de Hendrik Möbus în 1998 ca parte a Frontului Păgân German, un grup internațional völkisch și păgân care practică odinismul și wotanismul.
- Gesinnungsgemeinschaft der Neuen Front este un grup neonazist care a activat în anii 1990. Acesta a fost format în 1985 de Michael Kühnen, Thomas Brehl și Christian Worch după interzicerea în 1983 a organizației Aktionsfront Nationaler Sozialisten/Nationale Aktivisten. GdNF a început să admită foști membri ai ANS/NA. După ce Kühnen a recunoscut în 1986 că este homosexual, GnDf s-a divizat, iar după moartea acestuia în 1991, grupul s-a desființat.
- Nationale Offensive (în română Ofensiva Națională) a fost un partid neonazist format în 1990 de Michael Swierczek, fostul director al Partidului Muncitorilor Germani Liberi din Bavaria. Acesta se concentra pe lupta împotriva imigranților, considerând amestecul de culturi drept genocid. De asemenea, acesta susținea deportarea străinilor, înăsprirea legilor de acordare a statutului de refugiat și a legile ce țin de obținerea cetățeniei germane. În 1991-92, NO l-a susținut în mod public pe fostul membru SS Josef Schwammberger care era judecat pentru crime de război. Partidul a fost interzis de către Ministrul de Interne al Germaniei în 1992.[8]
- Deutsche Alternative (în română Alternativa Germană) a fost un mic grup neonazist constituit de Michael Kühnen în 1989. DA avea ca scop restaurarea Germaniei Naziste, preluarea teritoriilor germane din Europa de Est pierdute după al Doilea Război Mondial și oprirea imigranților.
- Freiheitliche Deutsche Arbeiterpartei (în română Partidul Muncitorilor Germani Liberi) a fost un partid neonazist din Germania care a activat între 1979-1995. Acesta a devenit cunoscut după interzicerea ANS/NA în 1983 când cunoscutul neonazist Michael Kühnen i-a încurajat pe foștii membri ai ANS/NA să se infiltreze în FDA cu scopul de a conserva nucleul național socialismului în Germania. Totuși, FDA a fost interzisă la rândul său în 1995.
- Aktionsfront Nationaler Sozialisten/Nationale Aktivisten (abreviat ANS/NA) a fost un grup german național socialist format de Michael Kühnen în 1977, fiind o filială legală a NSDAP/AO. În 1983, Ministrul de Interne al Germaniei a interzis grupul.
- Nationalistische Front (în română Frontul Naționalist) a fost un grup minor neonazist format în 1982. Aceștia erau susținători ai straserismului și nu a formei clasice a nazismului. De asemenea, gruparea avea legături cu Ku Klux Klanul în Statele Unite.
- Volkssozialistische Bewegung Deutschlands/Partei der Arbeit a fost un grup neonazist condus de Friedhelm Busse. VSBD/PdA a adoptat poziții de stânga față de nazism. Straserismul, formulat de doi politicieni de stânga în anii 1920, Greg și Otto Strasser, era principalul element din platforma grupului. Această formă de nazism se concentra pe trăsăturile economice ale problemelor și era îndreptat împotriva capitalismului financiar.
- Wiking-Jugend (în română Tineretul Viking) a fost o organizație neonazistă de tineret modelată după Hitlerjugend. WJ a luat naștere în 1952, fiind succesorul Reichsjugend. Aceasta a fost declarată neconstituțională în 1994.
- Partidul Reichului Socialist (în germană Sozialistische Reichspartei Deutschlands) a fost un partid neonazist din Germania de Vest fondat în 1949. Liderul partidului a fost Otto Ernst Remer, fost maior-general în armata Germaniei Naziste. Aceștia susțineau ideea unei Europe care să adopte o a treia Poziție, între comunism și capitalism. SRD-ul a fost interzis de către guvernul Germaniei de Vest în 1952, însă mare parte din membri s-au alăturat Deutsche Reichspartei.
- Deutsche Reichspartei (DRP) a fost un partid politic naționalist care a luat naștere în 1950 după desființarea Partidului Dreapta Germană. În 1949, Sozialistische Reichspartei Deutschlands s-a despărțit de DRP, acesta din urmă fiind în mod public susținător al național socialismului și admirator al lui Hitler. Totuși DRP-ul a devenit o forță în mișcarea neonazistă în 1952 când SRD a fost interzis, iar majoritatea membrilor săi s-au alăturat DRP-ului. Acesta a rămas partidul principal din scena politică germană până în 1964 când a fost dizolvat și înlocuit la rândul său de către Partidul Național Democrat al Germaniei.
- Deutsche Konservative Partei (în română Partidul Conservator German) a fost un partid politic naționalist și conservator care a luat naștere în 1946. Acesta a atras numeroși foști membri ai partidului nazist, programul său fiind puternic influențat de către convingerile acestora. După o perioadă în care s-a pus presiune pe partid, acesta a decis să se unească cu alte grupuri neonaziste - i.e., Partidul Național Democrat al Germaniei - cu scopul de a forma Partidul Reichului German în 1950.

### Grecia
- Zorii Aurii (în greacă Χρυσή Αυγή) este un partid ultranaționalist înființat în 1985. În alegerile parlamentare din Grecia din 6 mai, 2012, partidul a primit 7% din voturi și a obținut pentru prima dată 21 de locuri în parlamentul grec.[9]

### Olanda
- Uniunea Poporului Olandez este un partid politic cunoscut pentru cererile sale de reabilitate a criminalilor de război din al Doilea Război Mondial și a uniformelor SS purtate la demonstrații. Este caracterizat drept unul dintre cele mai extreme partide de pe scena politică olandeză.

### Norvegia
- Vigrid a fost un partid politic naționalist și organizație religioasă care promova credințele nordice.

### Polonia
- Mișcarea Națională
- Tabăra Națională Radicală
- Renașterea Națională Poloneză

### Portugalia
- National Renovator Party (în română Partidul Renașterea Națională) este un partid naționalist activ din Portugalia.

### România
- Garda de fier
- Noua Dreaptă

### Rusia
- Pamyat (în română Memorie) este o organizație ultranaționalistă care a luat naștere în secret spre finalul anilor 1970 în cadrul unei societăți din Uniunea Sovietică care se ocupa cu conservarea monumentelor și a devenit politică odată cu destrămarea URSS.
- Partidul Național Socialist Rus este un partid neonazist care s-a desprins de Pamyat în 1998.
- Unitatea Națională Rusă este un partid de extremă-dreapta.
- Mișcarea împotriva Imigrației Ilegale este o organizație neonazistă care luptă împotriva imigrației ilegale. A fost fondată pe 12 iulie 2002.
- Societatea Național Socialistă.
- Uniunea Slavă.

### Spania
- Democracia Nacional (în română Democrația Națională) este un partid politic de extremă-dreapta înființat în 1995. Sunt cunoscuți pentru campaniile împotriva imigrației organizate sub sloganul „Compórtate o márchate” (Comporați-vă frumos sau plecați).
- España 2000 este un partid politic de extremă-dreapta.
- Movimiento Social Republicano.
- Estado Nacional Europeo.
- Alianța Națională este un partid neonazist.
- Bases Autónomas a fost un partid neonazist care a activat în Spania anilor 1980 și 1990.
- CEDADE este o asociație politică și culturală național socialistă înființată în 1966 și dizolvată în 1993.

### Serbia
- Nacionalni stroj este o organizație neonazistă care a atras atenția mass-mediei prin demonstrațiile sale antisemite în 2005. Optsprezece membri au fost arestați și condamnați.

### Suedia
- Frontul Național-Socialist a fost un partid național socialist care a activat între 1954 și 2009. A fost relansat sub denumirea de Frontul Popular.
- Mișcarea Rezistența Suedeză este un partid înființat în 1997.

### Turcia
Un grup neonazist a existat în 1969 în Izmir unde foști membri din partidul Republican Villagers Nation Party au înființat asociația Nasyonal Aktivitede Zinde İnkișaf (în română Dezvoltare Viguroasă în Activitatea Națională). Unul dintre lideri (Gündüz Kapancıoğlu) a fost readmis în Partidul Mișcarea Naționalistă în 1975. Astăzi, în afară de organizația neofascistă Lupii Gri și ultranaționaliștii din Partidul Mișcarea Naționalistă, există unele organizații neonaziste precum Partidul Nazist Turc și Partidul Național Socialist a căror activitate este preponderent online.

### Marea Britanie
- Blood & Honour este o organizație muzicală și politică neonazistă înființată în 1987 care are legături cu Combat 18 și compusă din skinhead-i și alți naționaliști albi. Grupul organizează concerte cu formații RAC și distribuie revista cu același nume.[28]
- Partidul Național Britanic este un partid de extremă-dreapta format în 1982 de John Tyndall. BNP admitea doar persoane care sunt originare din Europa și excludea persoanele care au altă origine până în 2009 când și-a modificat regulile după ce a fost acuzat de discriminare rasială.[29]
- Candour este o revistă naționalistă publicată de trustul A. K. Chesterton.[30]
- Combat 18 este o organizație neonazistă violentă asociată cu Blood and Honour.
- Frontul Național este un partid mic de extremă dreapta care a ajuns cunoscut în perioada anilor 1970.

## America

### America de Nord

#### Statele Unite ale Americii
- 11th Hour Remnant Messenger a fost un grup înființat de doi antreprenori bogați care considerau că albii sunt adevărații israeliți.
- American Renaissance (Rezistența Americană) este un site care susține realismul rasial.
- American Freedom Party este un partid politic care promovează supremația albă.[31][32][33][34] A fost fondat în 2010 și are ca scop principal reprezentarea intereselor politice ale americanilor albi.[35]
- Partidul Nazist American este o organizație antisemită neonazistă fundamentată pe politica și idealurile NSDAP.
- Aryan Brotherhood of Texas este una dintre cele mai mari și mai violente găști supremațiste care activează în închisorile din Statele Unite.[36][37]
- Aryan Nations este o organizație neonazistă înființată în anii 1970 de Richard Butler care promova identitatea creștină. FBI-ul a caracterizat Aryan Nations drept o „amenințare teroristă”[38], iar RAND a descris-o drept „prima rețea teroristă la nivel național” din SUA.[39]
- Asatru Folk Assembly este o filială rasistă a mișcării păgâne.[40]
- Council of Conservative Citizens este o organizație politică care militează pentru cauzele conservatoare, paleoconservatoare și pentru separatism.[41]
- Creativity Alliance este o organizație supremațistă care promovează religia rasistă intitulată Creativitate. Mai degrabă religioasă decât politică, acesta a fost înființată de Ben Klassen în 1973 cu scopul de a slăvi însăși rasa albă și militează pentru o formă radicală de supremațism intitulată RaHoWa (Război Rasial Sfânt).
- EURO este o organizație separatistă din Statele Unite. Liderul acesteia este fostul Grand Wizard al Ku Klux Klan, David Duke. A fost fondată în 2000.[42][43]
- Hammerskins sunt un grup supremațist format în 1988 în Dallas, Texas. Principalul scop este producerea și promovarea muzicii rock albe și a formațiilor afiliate acestui grup.
- Identity Evropa este o organizație supremațistă și neonazistă înființată în martie 2016.
- Ku Klux Klan (KKK) este cea mai cunoscută organizație teroristă naționalistă și supremațistă din Statele Unite.[44][45]
- National Alliance este o organizație politică supremațistă înființată de William Luther Pierce.
- National Association for the Advancement of White People este o organizație supremațistă constituită în 14 decembrie, 1953 în Delaware de Bryant Bowles și are ca scop promovarea drepturilor albilor.
- National Policy Institute este un think-thank din Augusta, Georgia. Este descris drept un „Southern Poverty Law Center” al dreptei politice.
- National Socialist Movement este un partid înființat în 1974. Începând din 2005 partidul a devenit foarte activ și a început să organizeze demonstrații și marșuri.
- National Vanguard a fost o organizație național socialistă înființată de Kevin Alfred Strom și foști membri ai National Alliance în Charlottesville, Virginia.
- Mișcarea Naționalistă este o organizație supremațistă din Mississippi care promovează o poziție „pro-majoritate”. A fost caracterizată drept supremațistă de către Associated Press și Anti-Defamation League.[46][47]
- The Occidental Quarterly este un jurnal de extremă-dreapta.[48]
- The Order (sau Brüder Schweigen) a fost o organizație supremațistă revoluționară înființată de Robert Jay Mathews. Activă între 1983-84, este cunoscută pentru împușcarea lui Alan Berg în 1984. Aceștia doreau să comită o serie de atacuri împotriva guvernului Statelor Unite cu scopul de a iniția un război rasial și implicit de a concretiza anumite idei separatiste.
- Pacifica Forum este un grup de discuții controversat din Eugene, Oregon. A fost descris de către Southern Poverty Law Center drept un grup naționalist care incită la ură.[49]
- Phineas Priesthood este o mișcare care promovează identitatea creștină și care se opune relațiilor sexuale interrasiale, amestecului rasial, homosexualității, avortului, evreilor, multiculturalismului și impozitelor.
- Volksfront se descrie drept o organizație internațională care sprijină persoanele de origine europeană.[50] A fost descrisă drept neonazistă și rasistă de către reportajele mass-mediei.[51][52][53] Anti-Defamation League caracterizează grupul drept „unul dintre cele mai active grupuri de skinhead-i din Statele Unite”.[54] SPLC a introdus gruparea pe lista organizațiilor care incită la ură.[55]
- White America, Inc. este un grup înființat în Arkansas cu scopul de a preveni segregarea rasială din școlile publice.[56]
- White Aryan Resistance este o organizație supremațistă neonazistă înființată de fostul lider al Ku Klux Klan, Tom Metzger.[57]

#### Canada
- Aryan Guard (în română Garda Ariană) a fost fondată spre finalul anului 2006, însă a devenit cunoscut în mass-media în 2007 când membrii acesteia au început să împartă fluturașe antiimigrație.
- Canadian Heritage Alliance este un grup supremațist canadian înființat în Kitchener-Waterloo, Ontario.[58][59]Detectivul Hate Crime Unite din Londra, terry Murphy, a speculat că grupul are legături cu Heritage Front și Tri-City Skins.[60]
- Heritage Front a fost o organizație supremațistă și neonazistă înființată în 1989 și desființată în 2005.[61]
- Ku Klux Klanul a fost activ în Canada în anii 1920 și 1930.[62]
- Partidul Național Socialist din Canada este un partid fondat în 2006 de Terry Tremaine.[63]
- Tri-City Skins a fost un grup din Ontario activ între 1997-2002 în Kitchener-Waterloo și zona Cambridge. James Scott Richardson a fost cel mai cunoscut membru al grupului.[64]
- Western Canada for Us a fost un grup naționalist din Alberta fondat de Glenn Bahr și Peter Kouba la începutul anilor 2004.[65]
- Western Guard Party (fondat în 1972) a fost un grup supremațist din Toronto, Canada.
- Loyal White Knights of the Ku Klux Klan este o filială canadiană a organizației Ku Klux Klan care opera în Chilliwack, BC.[66]

### America de Sud

#### Argentina
- New Triumph Party (Partidul Noul Triumf) este un partid naționalist.

#### Brazilia
- Neuland (Noua Patrie) este un grup neonazist violent care activează în Brazilia.[67][68][69]

#### Chile
- Mișcarea Naționalist Socialistă din Chile a fost fondată în 1932. Cel mai cunoscut membru al partidului a fost Miguel Serrano, o figură importantă în nazismul ezoteric. După lovitura de stat din 1973, partidul s-a dizolvat și majoritatea membrilor partidului au devenit membri în partidul lui Pinochet.

#### Uruguay
- Orgullo Skinhead, Frontul Revoluționar Național din Uruguay și Poder Blanco au fost trei organizații neonaziste care au activat în Uruguay în anii 1990 și 2000.[70]

## Oceania

### Australia
- Antipodean Resistance
- Australians Against Further Immigration
- Partidul Australia Întâi (în engleză Australia First Party)
- Mișcarea Naționalistă Australiană (în engleză Australian Nationalist Movement)
- Blood & Honour
- Creativity Alliance
- Hammerskin Nation
- National Action (Australia)
- Partidul Național Socialist al Australiei (în engleză National Socialist Party of Australia)
- Patriotic Youth League[71]
- Reclaim Australia
- True Blue Crew
- United Patriots Front[72]

#### Noua Zeelandă
- Frontul Național Noua Zeelandă (în engleză New Zealand National Front)
- Rezistența de Dreapta (în engleză Right Wing Resistance)